# Åskaken (Järna socken, Dalarna)
Åskaken är en sjö i Vansbro kommun i Dalarna och ingår i Dalälvens huvudavrinningsområde. Sjön har en area på 0,555 kvadratkilometer och ligger 309,1 meter över havet. Vid provfiske har abborre, gädda och mört fångats i sjön.

## Delavrinningsområde
Åskaken ingår i det delavrinningsområde (671938-140417) som SMHI kallar för Inloppet i Norra Hällsjön. Medelhöjden är 335 meter över havet och ytan är 9,26 kvadratkilometer. Räknas de 2 avrinningsområdena uppströms in blir den ackumulerade arean 27,45 kvadratkilometer. Gruckån som avvattnar avrinningsområdet har biflödesordning 3, vilket innebär att vattnet flödar genom totalt 3 vattendrag innan det når havet efter 340 kilometer. Avrinningsområdet består mestadels av skog (56 procent) och sankmarker (27 procent). Avrinningsområdet har 0,51 kvadratkilometer vattenytor vilket ger det en sjöprocent på 5,5 procent.